# Шон Хенити
Шон Хенити (енгл. Sean Hannity; Њујорк, 30. децембар 1961) је амерички новинар и писац. Хенити води своју радио емисију као и своју ТВ емисију на каналу „Фокс њуз”. Један је од најутицајнијих конзервативних јавних личности у Америци.
У трци за председника САД 2016. подржао је и промовисао републиканског кандидата Доналда Трампа због чега је привукао велику пажњу.